# Грынив, Евгений Андреевич
Евге́ний Андре́евич Грынив (укр. Євген Андрійович Гринів; род. 22 января 1936 года, Станиславов, Станиславовское воеводство, Польская Республика) — украинский журналист, общественный и государственный деятель, депутат Верховной рады Украины I созыва (1990—1994), член Национального союза журналистов Украины. Заслуженный журналист Украины (2019).

## Биография
Родился 8 августа 1944 года в городе Станиславов (ныне Ивано-Франковск) Станиславовского воеводства Польской Республики.
С 1960 года учился в трёхлетней школе журналистики (г. Москва), в 1968 году окончил вечернее отделение исторического факультета Львовского государственного университета имени Франко по специальности «историк».
С 1965 года был лаборантом государственного союзного предприятия во Львове, был корреспондентом военной газеты «На страже», штатным лектором в/ч 11193 (Львов).
С 1970 года работал в Институте общественных наук АН УССР, пройдя путь от научного сотрудника до заведующего отделом проблем формирования научно-материалистического мировоззрения. В 1973 году защитил кандидатскую диссертацию, имеет звание кандидата философских наук.
С 1972 по 1990 год был членом КПСС.
В конце 1980-х стал одним из основателей Всеукраинской организации «Мемориал» имени Василия Стуса и главой её львовского областного отделения, был членом Народного руха Украины.
В 1990 году был избран депутатом Львовского областного совета от избирательного округа № 4 Галицкого района Львова, был председателем Комитета народного контроля.
В 1990 году в ходе первых альтернативных парламентских выборов в Украинской ССР был выдвинут кандидатом в народные депутаты, 18 марта 1990 года во втором туре был избран народным депутатом Верховного совета Украинской ССР XII созыва (в дальнейшем — Верховной рады Украины I созыва) от Дрогобычского избирательного округа № 271 Львовской области, набрал 47,94 % голосов среди 6 кандидатов. В парламенте входил в депутатскую группу «Народная рада», был членом комиссии по делам ветеранов, пенсионеров, инвалидов, репрессированных, малообеспеченных и воинов-интернационалистов. Депутатские полномочия истекли 10 мая 1994 года.
С 1993 по 1998 год был начальником Львовского областного управления защиты прав потребителя, с 1998 года был заместителем главы межведомственной комиссии по вопросам увековечивания памяти жертв войны и политических репрессий Львовской областной государственной администрации. С 2002 года был главным редактором газеты «Украинский мемориал». Также с 1993 по 1995 год был главой львовской областной организации Демократической партии Украины.
19 августа 2011 года указом Президента Украины награждён юбилейной медалью «20 лет независимости Украины»
19 августа 2016 года указом Президента Украины награждён юбилейной медалью «25 лет независимости Украины».
4 декабря 2019 года  указом Президента Украины удостоен почётного звания «Заслуженный журналист Украины».
Женат, имеет двоих детей.